# Friedrich Berentzen
Friedrich Josef Maria Berentzen (Haselünne, 11 september 1928 - Bad Rothenfelde, 20 februari 2009) was een Duits industrieel. Hij bedacht de Apfelkorn, een likeur op basis van appels, en bracht dit op de markt.
Na de dood van zijn vader in 1954 nam hij samen met zijn broer Hans Berentzen de leiding over van diens onderneming (Berentzen Gruppe). In 1976 ontwikkelde men de Berentzen Apfelkorn, die een enorm succes werd.  